# John Anthony Durkin
John Anthony Durkin (ur. 29 marca 1936 w Brookfield, hrabstwo Worcester, Massachusetts, zm. 16 października 2012 w Franklin, New Hampshire) – amerykański polityk związany z Partią Demokratyczną.
W latach 1975–1980 reprezentował stan New Hampshire w Senacie Stanów Zjednoczonych.